# Mallorca Open 2017 - Qualificazioni singolare
Le qualificazioni del singolare del Mallorca Open 2017 sono state un torneo di tennis preliminare per accedere alla fase finale della manifestazione. Le vincitrici dell'ultimo turno sono entrate di diritto nel tabellone principale. In caso di ritiro di una o più giocatrici aventi diritto a queste sono subentrate le lucky loser, ossia le giocatrici che hanno perso nell'ultimo turno ma che avevano una classifica più alta rispetto alle altre partecipanti che avevano comunque perso nel turno finale.

## Teste di serie
1. Carina Witthöft (ultimo turno)
2. Sara Errani (ultimo turno, Lucky loser)
3. Kirsten Flipkens (qualificata)
4. Verónica Cepede Royg (qualificata)
5. Yanina Wickmayer (ultimo turno)
6. Aliaksandra Sasnovich (primo turno)

1. Beatriz Haddad Maia (qualificata)
2. Jana Čepelová (qualificata)
3. Ons Jabeur (qualificata)
4. Mariana Duque Mariño (primo turno)
5. Anna Kalinskaya (qualificata)
6. Tereza Martincová (ultimo turno)

## Qualificate
1. Anna Kalinskaya
2. Jana Čepelová
3. Kirsten Flipkens

1. Verónica Cepede Royg
2. Ons Jabeur
3. Beatriz Haddad Maia

### Lucky loser
1. Sara Errani

## Tabellone

### Legenda
| - Q = Qualificato - WC = Wild card - LL = Lucky loser | - ALT = Alternate - SE = Special Exempt - PR = Protected Ranking | - w/o = Walkover - r = Ritirato - d = Squalificato |

### Sezione 1
|  | Primo turno | Primo turno     | Primo turno     | Primo turno | Primo turno |  |  | Ultimo turno | Ultimo turno    | Ultimo turno    | Ultimo turno | Ultimo turno |  |
|  |             |                 |                 |             |             |  |  |              |                 |                 |              |              |  |
|  | 1           | Carina Witthöft | Carina Witthöft | 6           | 6           |  |  |              |                 |                 |              |              |  |
|  | WC          | Rosa Vicens Mas | Rosa Vicens Mas | 1           | 1           |  |  | 1            | Carina Witthöft | Carina Witthöft | 4            | 63           |  |
|  | WC          | Marta Kostjuk   | Marta Kostjuk   | 2           | 5           |  |  | 11           | Anna Kalinskaya | Anna Kalinskaya | 6            | 7            |  |
|  | 11          | Anna Kalinskaya | Anna Kalinskaya | 6           | 7           |  |  |              |                 |                 |              |              |  |

### Sezione 2
|  | Primo turno | Primo turno            | Primo turno            | Primo turno | Primo turno |  |  | Ultimo turno | Ultimo turno  | Ultimo turno  | Ultimo turno | Ultimo turno |  |
|  |             |                        |                        |             |             |  |  |              |               |               |              |              |  |
|  | 2           | Sara Errani            | Sara Errani            | 6           | 6           |  |  |              |               |               |              |              |  |
|  |             | Kathinka von Deichmann | Kathinka von Deichmann | 3           | 3           |  |  | 2            | Sara Errani   | Sara Errani   | 4            | 3            |  |
|  |             | Montserrat González    | Montserrat González    | 2           | 0           |  |  | 8            | Jana Čepelová | Jana Čepelová | 6            | 6            |  |
|  | 8           | Jana Čepelová          | Jana Čepelová          | 6           | 6           |  |  |              |               |               |              |              |  |

### Sezione 3
|  | Primo turno | Primo turno          | Primo turno      | Primo turno | Primo turno |  |  | Ultimo turno | Ultimo turno         | Ultimo turno | Ultimo turno | Ultimo turno |  |
|  |             |                      |                  |             |             |  |  |              |                      |              |              |              |  |
|  | 3           | Kirsten Flipkens     | Kirsten Flipkens | 6           | 6           |  |  |              |                      |              |              |              |  |
|  |             | Polina Monova        | Polina Monova    | 0           | 3           |  |  | 3            | Kirsten Flipkens     | 4            | 6            | 6            |  |
|  |             | Veronika Kudermetova | 4                | 6           | 6           |  |  |              | Veronika Kudermetova | 6            | 0            | 4            |  |
|  | 10          | Mariana Duque Mariño | 6                | 2           | 3           |  |  |              |                      |              |              |              |  |

### Sezione 4
|  | Primo turno | Primo turno            | Primo turno            | Primo turno | Primo turno |  |  | Ultimo turno | Ultimo turno         | Ultimo turno | Ultimo turno | Ultimo turno |  |
|  |             |                        |                        |             |             |  |  |              |                      |              |              |              |  |
|  | 4           | Verónica Cepede Royg   | 5                      | 7           | 6           |  |  |              |                      |              |              |              |  |
|  |             | Jamie Loeb             | 7                      | 5           | 4           |  |  | 4            | Verónica Cepede Royg | 3            | 6            | 6            |  |
|  | WC          | Yvonne Cavallé Reimers | Yvonne Cavallé Reimers | 5           | 4           |  |  | 12           | Tereza Martincová    | 6            | 4            | 3            |  |
|  | 12          | Tereza Martincová      | Tereza Martincová      | 7           | 6           |  |  |              |                      |              |              |              |  |

### Sezione 5
|  | Primo turno | Primo turno           | Primo turno           | Primo turno | Primo turno |  |  | Ultimo turno | Ultimo turno     | Ultimo turno     | Ultimo turno | Ultimo turno |  |
|  |             |                       |                       |             |             |  |  |              |                  |                  |              |              |  |
|  | 5           | Yanina Wickmayer      | Yanina Wickmayer      | 6           | 6           |  |  |              |                  |                  |              |              |  |
|  |             | Sílvia Soler Espinosa | Sílvia Soler Espinosa | 3           | 2           |  |  | 5            | Yanina Wickmayer | Yanina Wickmayer | 2            | 2            |  |
|  |             | Antonia Lottner       | 6                     | 6           | 3           |  |  | 9            | Ons Jabeur       | Ons Jabeur       | 6            | 6            |  |
|  | 9           | Ons Jabeur            | 7                     | 3           | 6           |  |  |              |                  |                  |              |              |  |

### Sezione 6
|  | Primo turno | Primo turno           | Primo turno | Primo turno | Primo turno |  |  | Ultimo turno | Ultimo turno        | Ultimo turno        | Ultimo turno | Ultimo turno |  |
|  |             |                       |             |             |             |  |  |              |                     |                     |              |              |  |
|  | 6           | Aliaksandra Sasnovich | 3           | 7           | 3           |  |  |              |                     |                     |              |              |  |
|  |             | Sofia Kenin           | 6           | 65          | 6           |  |  |              | Sofia Kenin         | Sofia Kenin         | 3            | 4            |  |
|  | WC          | Katharina Hobgarski   | 5           | 6           | 3           |  |  | 7            | Beatriz Haddad Maia | Beatriz Haddad Maia | 6            | 6            |  |
|  | 7           | Beatriz Haddad Maia   | 7           | 4           | 6           |  |  |              |                     |                     |              |              |  |